# Black Widow (gruppo musicale)
I Black Widow sono stati un gruppo rock progressivo britannico formatosi a Leicester nel 1970. Furono forse, insieme ai Coven e ai più famosi Black Sabbath, uno dei primi gruppi a parlare esplicitamente di occultismo, stregoneria e Satana nelle loro canzoni.

## Storia del gruppo
La band si formò originariamente nel 1966 con il nome di Pesky Gee. A quel tempo era così formata: Kay Garret (voce), Kip Trevor (voce, chitarra e armonica), Jess "Zoot" Taylor (pianoforte e organo), Jim Gannon (chitarra e voce), Clive Jones (sassofono e flauto), Bob Bond (basso) e Clive Box (batteria), e finì per pubblicare anche un album (Exclamation Mark nel 1969), in stile blues rock, che non riscosse molto successo. In quell'anno Kay Garret lasciò il gruppo, che si riformò con il nome di 'Black Widow' a partire dal 1970. Nello stesso anno uscì il debutto Sacrifice, che mise in mostra il gusto della band per le tematiche di magia nera. Il disco riscosse un buon successo, e fu supportato da un tour in cui la band mise in mostra la sua stravaganza nelle esibizioni live. Il secondo album Black Widow venne pubblicato nel 1971, e per vari motivi si discostò dalle tematiche e le atmosfere del primo album. Il terzo album (Black Widow III) venne pubblicato nel 1972. Nel 1973 iniziarono le registrazioni per il quarto album, che vennero poi rinviate a causa della dipartita di Kip Trevor, il quale venne sostituito da Ric Prince. Al termine delle registrazioni dell'album la band si sciolse, senza pubblicare l'album a causa della mancanza di un'etichetta discografica che pubblicasse il disco. L'album vide alla fine la luce nel 1997 sotto la produzione della Black Widow Records.
Nel novembre 2007 la Mystic Records pubblicò il DVD "Demons of the Night Gather to see Black Widow Live", un video che testimoniava un concerto della band del 1970 in cui suonò per intero l'album Sacrifice. Il DVD contribuì a rinnovare l'interesse attorno ai Black Widow, e Clive Jones dichiarò di essere al lavoro su nuovo materiale insieme a Geoff Griffiths, bassista della band fino allo scioglimento del 1973.
Nell'ottobre 2010 fu pubblicato l'inedito Hail Satan, che vide la partecipazione di Tony Martin (ex Black Sabbath) come guest alla voce.
L'ultimo album del gruppo, Sleeping With Demons, uscì il 31 ottobre 2011, ed includeva fra gli altri, la partecipazione di Paolo "Apollo" Negri alle tastiere e il ritorno di Kay Garrett, cantante della formazione originale prima che prendesse il nome Black Widow.
Il 16 ottobre 2014, Clive Jones morì in seguito ad un cancro terminale che lo affliggeva da oltre un anno: la sua morte pose fine alle attività del gruppo.

## Componenti
- Kip Trevor (nato il 12 novembre 1946 a Littlemore nell'Oxfordshire) - voce
- Jim Gannon - chitarra elettrica e spagnola
- Bob Bond (nato Robert Bond il 2 ottobre 1940 a  Brighton nel Sussex) - basso
- Clive Box - batteria e percussioni
- Zoot Taylor - organo e pianoforte
- Clive Jones (nato il 28 maggio 1949 a Leicester) - flauto, sax e clarinetto
- Kay Garret (nata il 5 aprile 1949 a Leicester nel Leicestershire)
- Jess "Zoot" Taylor (nato il 10 novembre 1948 a Leicester)
- Geoff Griffiths (nato Geoffrey Griffiths il 4 aprile 1948 a Leicester)
- Romeo Challenger (nato il 18 maggio 1950 a Antigua)

## Discografia

### Album in studio
- 1970 - Sacrifice
- 1971 - Black Widow
- 1972 - Black Widow III
- 1997 - Black Widow IV
- 1998 - Return to the Sabbat
- 2011 - Sleeping With Demons

### Raccolte
- 2003 - Come to the Sabbat: Anthology
- 2012 - See's the Light of Day

### Live
- 2008 - Demons of the Night Gather to see Black Widow Live